# Immink
Immink ook  Schouhamer Immink, is de naam van een Nederlands patriciërsgeslacht. 
De genealogie van twee geslachten is opgenomen in het Nederland's Patriciaat van 1943. Het betreft voor het eerste geslacht de nazaten van Rutger Immink geboren omstreeks 1647, landschrijver van Gendringen en Etten, en voor het tweede geslacht de nazaten van Wander Immink, geboren omstreeks 1710, rentmeester op de Wesenthorst te Gendringen. De familie kent veel bestuurders, artsen, rechters en predikanten, waaronder bij het eerste geslacht een tak met zeven opeenvolgende generaties. 

## Wapen
In goud een groene bloemvormige figuur, bestaande uit drie lussen, op een gebladerde steel, in het schildhoofd vergezeld van een verhoogde zwarte achtpuntige ster. Helmteken: de ster uit het schild. Dekleden: goud en groen. 

## Bekende telgen
- B. Immink, 1739-1804, burgemeester te Enschede
- C.B. Immink, 1749-1836, Statenlid (Provisionele Representanten) van het Kwartier van de Veluwe
- J.W.A. Immink, 1800-1866, notaris en burgemeester te Amerongen
- W.H. Immink, 1804-1897, burgemeester te Renswoude
- O.R.F. Immink, 1819-1885, burgemeester te Borculo
- F.W.J. Immink, 1822-1893, kantonrechter te Groenlo
- A.J. Immink, 1838-1914, raadsheer Hooggerechtshof te Batavia (Nederlands-Indië)
- J.W.A. Immink, 1848-1926, burgemeester te Bloemendaal (Noord-Holland)
- J.E. Immink, 1861-1924, burgemeester te Stolwijk
- Jeanne Immink-Diest, 1853-1929, alpiniste
- P.W.A. Immink, 1908-1965, rechtshistoricus, zoon van J.E. Immink

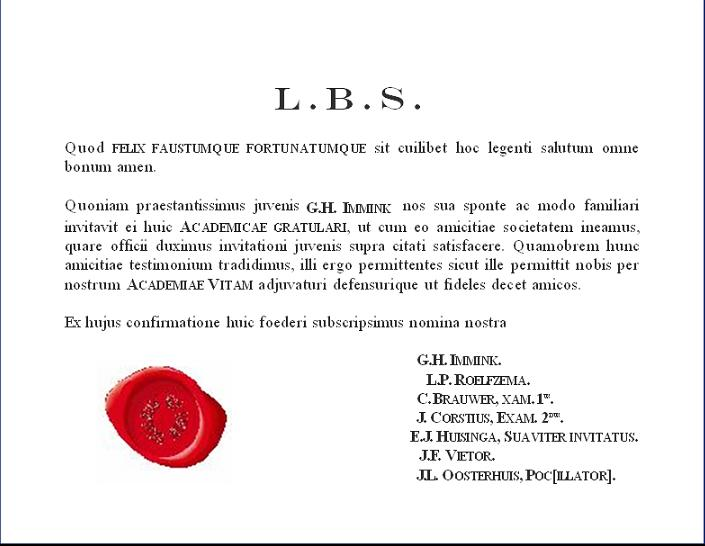
Bul van Gerhardus Hendrik Immink uitgereikt op 21 september 1803

De bul op de afbeelding die werd uitgereikt na voltooiing van de ontgroening door een zogenaamde groensenaat aan Ds. Gerhardus Hendrik Immink, 1785-1847, bij leven predikant te Enter. Zijn vader Jacobus Immink, 1748-1806, en grootvader Gerardus Immink, 1706-1788, waren ook predikant.